# Резонанса (музичка група)
Резонанса је босанскохерцеговачка поп група, основана 1975. у Сарајеву. 

## Биографија
Оснивачи групе Резонанса су брат и сестра Брано и Бранка Сека Ликић, који су радом и оригиналношћу успели унети доста свежине на поп-рок сцену тадашње државе. Ради се о доста једноставним и прихватљивим мелодијама урађених у југословенском фолк-рок стилу.
Исте године издају први сингл Немој мени бранит' моја нано који постаје велики хит у бившој Југославији и осваја бројне слушаоце радио - станица.
Након првог снимљеног истоименог албума, група је 1977. године имала преко стотину концерата, свирали су на омладинским радним акцијама и учествовали су на неколико фестивала.
У студију Бране Ликића шансу су добиле бројне звезде које и данас чине значајан део музичке сцене бивше Југославије: Плави оркестар, Црвена јабука, Бомбај штампа, Дино Мерлин...
Радио је продукцију за многе албуме музичких звезда: Даворина Поповића, Кемала Монтена, Сеида Мемића Вајте, Бијелог дугмета, али и продукцију за албуме Томе Здравковића и Ханке Палдум.
Група Резонанса, деловала је до 1989. године. Свирали су хиљаде концерата и иза себе оставили велики број лепих песама: Немој мени бранит' моја нано, Тамо преко Дунава, Хајде, душо, да играмо мало, Једно вече у хотелу, Кад ћу те видјети опет и многе друге...

## Фестивали
Ваш шлагер сезоне, Сарајево:
- Хајде, душо, да играмо мало, '76
- Нека свијет буде оркестар, '77

Омладина, Суботица:
- Лик из маште, '75
- Немој мени бранит' моја нано, поводом 50-о годишњице суботичког фестивала младих, 2011

Хит парада, Београд:
- Трчи чуле, невен чуле, '75

Фестивал Кантарион (Аутори певају и свирају), Загреб:
- Човјек с југа (соло Брано Ликић), 2024
- Сликарка (соло Брано Ликић), 2025